# 626
626 (DCXXVI) var ett normalår som började en onsdag i den julianska kalendern.

## Händelser

### Juli
- 2 juli — Tidigt på morgonen eliminerar Li Shimin, senare kejsare Tang Taizong av Kina, sina två bröder, Li Yuanji och kronprinsen Li Jiancheng, i en statskupp vid Incidenten vid Xuanwuporten i Chang'an.

### September
- 3 september — Kejsare Tang Gaozu i Kina avgår och ersätts av sin son Li Shimin.

### Okänt datum
- Bysantinerna besegrar avarerna och slaverna, som belägrar Konstantinopel, för första gången (Belägringen av Konstantinopel).
- Arioald efterträder sin svåger Adaloald som kung av langobarderna (förmodat datum).
- Edinburgh bildas av king Edwin av Northumbria.
- Penda blir kung av Mercia (traditionellt datum).

## Födda
- Kejsar Tenji av Japan
- Eanfled av Deira
- Hussain ibn Ali, barnbarn till profeten Muhammad och tredje shiaimamen
- Gertrud av Nivelles, helgon.
- Eanflæd, drottning av Northumbria

## Avlidna
- Adaloald, kung av langobarderna (förmodat datum)
- 2 juli — Li Yuanji, kinesisk prins
- Li Jiancheng